# Go Let It Out
"Go Let It Out" är en låt av den brittiska gruppen Oasis från 2000, skriven av Noel Gallagher. Låten är Oasis sjuttonde singel och den första från albumet Standing on the Shoulder of Giants. "Go Let It Out" gick in på förstaplatsen på brittiska singellistan i februari 2000.

## Låtlista
- CD-singel

1. "Go Let It Out" - 4:38
2. "Let's All Make Believe" - 3:53
3. "(As Long as They've Got) Cigarettes in Hell" - 4:21

- Vinylsingel

1. "Go Let It Out" - 4:38
2. "Let's All Make Believe" - 3:53

- Maxisingel

1. "Go Let It Out" - 4:38
2. "Let's All Make Believe" - 3:53
3. "(As Long as They've Got) Cigarettes in Hell" - 4:21

- Kassettsingel

1. "Go Let It Out" - 4:38
2. "Let's All Make Believe" - 3:53

- CD-singel (Japan)

1. "Go Let It Out"
2. "(As Long as They've Got) Cigarettes in Hell"
3. "Helter Skelter"